# 朱積
朱積（1616年—？），字早服，號滂水，直隸松江府華亭縣人，軍籍，明朝政治人物。

## 生平
崇禎三年（1630年）庚午科應天鄉試第一百二十九名舉人，十六年（1643年）中式癸未科會試第一百三十名，二甲第十三名進士。工部觀政，改翰林院庶吉士，授編修。著有《百一草》。

## 家族
曾祖朱良諷，封翰林院檢討；祖父朱大韶，南京國子監司業；父朱本淳，廩生。